# 红瓶猪笼草
红瓶猪笼草（学名：Nepenthes × ventrata）又稱花市豬籠草，一般被认为是翼状猪笼草（N. alata）和葫芦猪笼草（N. ventricosa）的自然杂交种。其与亲本一样，也为菲律宾的特有种，目前在全世界范围内广泛栽培，是最常见的猪笼草之一。其名称最初发表于1979年的《食虫植物通讯》中。
作为红瓶猪笼草的翼状猪笼草亲本实为一个曾经被命名为Blanco的翼状猪笼草种群，而该种群目前已被确认为从翼状猪笼草当中重新独立出来的小花猪笼草，与红瓶猪笼草在形态上呈现出相似性（例如：成熟下位笼无笼翼），所以红瓶猪笼草实际上有可能是小花猪笼草和葫芦猪笼草的杂交。
红瓶猪笼草是猪笼草组织培养最为常见的品种，常见于花市内，有时作为年宵花出售。但因其不同于一般花卉的习性，许多人在不了解猪笼草的情况下就匆匆购买，最后往往不能饲养长久，以至于许多人以为红瓶猪笼草不容易栽培。
栽培品种李安·玛丽猪笼草（N. 'LeeAnn Marie'）仍被认为是红瓶猪笼草的同物异名。但该栽培品种名称并不是正式的。

## 扩展阅读
- 食虫植物数据库中红瓶猪笼草的信息 （页面存档备份，存于）
- 食虫植物照片搜寻引擎中红瓶猪笼草的照片 （页面存档备份，存于）

 维基共享资源上的相關多媒體資源：红瓶猪笼草
 維基物種上的相關：红瓶猪笼草